# 下津井軽便鉄道11形蒸気機関車
下津井軽便鉄道11形蒸気機関車（しもついけいべんてつどう11がたじょうききかんしゃ）は、下津井軽便鉄道（後に下津井鉄道を経て下津井電鉄に改称）に在籍した蒸気機関車の1形式である。

## 概要
茶屋町 - 味野町間の部分開業に備え、1913年6月にドイツ・ミュンヘンのクラウス社（Locomotivfabrik Krauss & Comp.：現在のクラウス＝マッファイ社）ゼントリング工場で11・12の2両が製造された。
これらは下津井軽便鉄道の資材調達全般を請け負った三井物産から当時クラウス社製品の日本における代理店であった刺賀商会、さらにドイツ・ハンブルクのカール・ローデ商会（Carl Rohde ＆Co.）を経由して発注されており、製造銘板には刺賀商会の名が陽刻されていた。

## 構造
運転整備重量13.2tのC型飽和式単式2気筒サイド・ウェルタンク機であり、当時の762mm軌間軽便鉄道向けとしては比較的大きな部類に入る。
基本的には当時のクラウス社のスタンダードに従う素直かつ堅実な設計の機関車である。第一次世界大戦前の製品であったことから、材料も良く吟味されていて非常に堅牢に作られており、その運用期間中ほとんど故障知らずで、増備車である13形のように曲線通過時に動輪の踏面形状や軸距、あるいは軸箱支持機構の追従性不良から脱線する、といった線路への不適合も発生しなかったという。
ボイラ及びシリンダ回りの主要諸元はシリンダ寸法240mm×300mm、使用圧力12.0atm、火格子面積0.51m2、伝熱面積26.7m2で、これにより引張力2,840kgを得た。
弁装置は当時一般的なワルシャート式ではなく偏心リンクを組み合わせた外側スティーブンソン式が採用されており、前傾したバルブチェスト上面などと合わせ、クラウス社の個性が強く表れた機構部設計であった。
動輪直径は620mm、主動輪は第3動輪で、軸距は第1・第2動軸間が720mm、第2・第3動軸間が780mmと各軸間で違えてあった。
本形式は、駅間距離が長く、また瀬戸内地域の気候的特徴として降雨が少なく、更に近隣に大きな河川が無いという、運用線区の給水事情の悪さゆえに、台枠兼用のウェルタンクだけでは全線通しで運行するには水タンクの容積が不十分であった。このため製造時からオプションとしてボイラー第1・2缶胴両脇にサイドタンク形態で水タンクが追加搭載されており、合計1.55tの容積が確保してあった。
また、連結器は当時の軽便鉄道で一般的であったピン・リンク式連結器ではなく、小型ながら左右2組のバッファを備えるリンク式連結器が採用されていた。

## 運用
1913年の開業時に1形と共に、主力機関車として客貨を問わず重用された。
もっとも、運転整備重量が10.2tのB型機である1形と比較して3動軸である分だけ各動軸の軸重が軽くなり、勾配区間での粘着力不足から空転が発生しやすい傾向があったという。
気動車の導入開始後は主として貨物列車や貨車を主体とする混合列車に使用された。もっとも、戦時中に気動車が代用燃料化されて木炭を燃料とするようになってからはそれらに代わって貨物列車のみならず旅客列車の牽引に充てられる機会が激増し、当時20t級大型機関車の導入に伴い在来車の淘汰を進めていた日鉄鉱業釜石鉱山鉄道より中古の15t C型ウェルタンク機を購入して15とし、不足を補うという処置が行われている。
1949年5月の電化完成後は気動車改造電車が客貨車を牽引可能となったため、他の蒸気機関車各形式と同様に2両とも不要となって廃車された。その後しばらくは車庫に残されていたが、結局はスクラップとして2両とも解体処分されている。